# Жаньи-су-Буа
Жаньи́-су-Буа́ (фр. Jagny-sous-Bois) — муниципалитет во Франции, в регионе Иль-де-Франс, департамент Валь-д'Уаз. Население — 224 человек (1999).
Муниципалитет расположен на расстоянии около 27 км севернее Парижа, 29 км восточнее Сержи.

## Демография
Динамика населения (Cassini и INSEE):